# Vilas (Colorado)
Vilas es un pueblo ubicado en el condado de Baca en el estado estadounidense de Colorado. En el año 2000 tenía una población de 110 habitantes y una densidad poblacional de 366,7 personas por km².

## Geografía
Vilas se encuentra ubicada en las coordenadas 37°22′27″N 102°26′49″O / 37.37417, -102.44694.

## Demografía
Según la Oficina del Censo en 2000 los ingresos medios por hogar en la localidad eran de $34.167, y los ingresos medios por familia eran $41.250. Los hombres tenían unos ingresos medios de $33.750 frente a los $55.417 para las mujeres. La renta per cápita para la localidad era de $15.198. Alrededor del 6% de la población estaban por debajo del umbral de pobreza.